# Kosinowo (Varmie-Mazurie)
Pour les articles homonymes, voir Kosinowo.
Kosinowo est un village polonais de la gmina de Prostki, dans le powiat d'Ełk, voïvodie de Varmie-Mazurie, dans le Nord-Est du pays.